# Robert de Châtillon (évêque de Laon)
Pour les articles homonymes, voir Robert de Châtillon.
Robert de Châtillon est un prélat français, évêque-duc de Laon de juin 1210 jusqu'à sa mort en 1215.
Il est probablement un cousin de l'évêque de Langres Robert II de Châtillon.

## Biographie
Robert de Châtillon est le troisième fils de Guy II de Châtillon (né vers 1140- mort en 1170) et de son épouse Alix de Dreux (1144/1145-1209/1210), fille de Robert Ier comte de Dreux et d'Havise d’Évreux. Son frère aîné est Gaucher III, marié à Élisabeth de Saint-Pol, puis vient Gui de Châtillon (mort en 1191), seigneur de Montjay, croisé, mort au siège d'Acre, puis viennent Marie qui épousera Renaud de Dammartin en premières noces, et répudiée, convolera avec Jean de Vendôme ; Alix (Adèle) qui épousera Guillaume V de Garlande, et enfin Amicie qui épousera Baudouin du Donjon (d'Yerres).
Il fait reconstruire le château d'Anizy et fortifier ce bourg.
Il participe le 27 juillet 1214 à la bataille de Bouvines, dans le corps d'armée du comte Robert II de Dreux (1154-1218) dit le Jeune, sur l'aile gauche du roi, avec le comte Guillaume II de Ponthieu (après 1178-1221), beau-frère du roi Philippe-Auguste, ainsi qu'avec Thomas de Saint-Valéry, un des plus puissants barons de France ; Pierre II de Courtenay (vers 1165-1219), comte d'Auxerre, Nevers et Tonnerre père du marquis de Naun ; Jean de Nesle, châtelain de Bruges ; Philippe de Dreux (1158-1217), évêque-comte de Beauvais. Ces deux prélats conduisaient eux-mêmes les vassaux de leurs églises.

## Armoiries
Armoiries de la Maison de Châtillon :
« de gueules aux trois pals vairé d'argent et d'azur, au chef d'or chargé d'un lambel d'azur »